# بخش کوکاتو، شهرستان رایت، مینه سوتا
بخش کوکاتو (به انگلیسی: Cokato Township) یک منطقهٔ مسکونی در ایالات متحده آمریکا است که در شهرستان رایت، مینه‌سوتا واقع شده‌است.
 بخش کوکاتو ۸۹٫۱ کیلومتر مربع مساحت و ۱٬۲۳۸ نفر جمعیت دارد و ۳۰۴ متر بالاتر از سطح دریا واقع شده‌است.